# Dezimeter-Telegraphie
Dezimeter-Telegraphie (DeTe) war der deutsche Deckname für alle Anstrengungen seitens deutscher Ingenieure und Spezialisten bei der Entwicklung eines Radar-Geräts vor und während des Zweiten Weltkriegs.

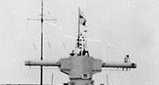
DeTe-Gerät der Admiral Scheer

 Bereits am 26. September 1935 wurde dem Oberkommando der Kriegsmarine durch Rudolf Kühnhold ein Funkmessgerät präsentiert, das auf dem Prinzip der Aussendung von elektromagnetischen Wellen und dem Empfang der daraus resultierenden Echowellen basierte. In dem Versuch diente das Schulschiff Bremse als Zielobjekt und wurde erfolgreich durch ein Funkmessgerät geortet, das bei einer Wellenlänge von 48 cm (entspricht einer Frequenz von 625 MHz) über eine Sendeleistung von 40 Watt verfügte. Auf Grund der guten Ergebnisse wurde beschlossen, das Verfahren weiterzuentwickeln.
Da die Entwicklung der höchsten Geheimhaltung unterlag, wurde entschieden, statt des Begriffs der „Funkmessung“ für Forschungsarbeiten zur See- und Luftaufklärung mit elektromagnetischen Wellen den weniger verfänglichen und beschreibenden Begriff Dezimeter-Telegraphie zu benutzen.
Die auf dem Prinzip der Dezimeter-Telegraphie basierenden Geräte wurden somit als DeTe-Geräte bezeichnet. Auf Grund der hohen Geheimhaltung des Projekts wurde diese Abkürzung jedoch fehlinterpretiert als Deutsches Technisches Gerät.
Die Forschungsarbeiten von Kühnhold und der 1934 durch ihn mitgegründeten GEMA, der Gesellschaft für Elektroakustische und Mechanische Apparate, kamen schnell und gut voran, so dass bereits im Jahre 1935 ein DeTe-Gerät produziert wurde, das eine Reichweite von 20 km besaß. Da sich nun auch die Luftwaffe für die neue Technik interessierte, wurden auch spezielle DeTe-Geräte zur Luftaufklärung entwickelt, die sich Freya-Gerät nannten. Hier erreichte der Prototyp 1937 bereits eine Reichweite von 200 km bei einer Wellenlänge von 240 cm.